# موش نیزار بزرگ
موش نیزار بزرگ (نام علمی: Thryonomys swinderianus) نام یک گونه از سرده موش نیزار است.